# شهر وحشت (فیلم)
شهر وحشت (انگلیسی: City of Fear) فیلمی در ژانر درام و جنایی است که در سال ۱۹۵۹ منتشر شد. از بازیگران آن می‌توان به وینس ادواردز، لایل تالبوت و جان آرچر اشاره کرد.